# Wushi
Wushi (五式 cinque modelli ) o Wushi (五势 cinque figure o cinque forze) è un termine delle arti marziali cinesi ed in particolare dello stile Meihuaquan. I Wushi sono delle posture che vengono praticate all'interno del Jiazi del Meihuaquan e che vengono mantenute per alcuni cicli respiratori (3-5). Hanno una corrispondenza con i Wuxing (i 5 elementi/agenti della filosofia tradizionale Cinese)
Essi sono:
Dashi (大势, grande figura): corrisponde al Metallo e quindi al polmone, simboleggia la montagna
Shunshi (顺势, figura che scorre): corrisponde all'acqua e ai reni, simboleggia il fiume
Aoshi (拗势, figura ritorta): corrisponde al legno ed al fegato, simboleggia l'albero
Xiaoshi (小势, piccola figura): corrisponde al fuoco ed al cuore, simboleggia una fiamma
Baishi (败势, figura sconfitta): corrisponde al la terra e alla milza, simboleggia l'unione tra cielo e terra.
Queste figure sono un tipo di Zhuangbu (posizioni palo).